# Liu Yilin
Dans ce nom, le nom de famille, Liu, précède le nom personnel.
Liu Yilin (chinois simplifié : 刘一霖 ; chinois traditionnel : 劉一霖 ; pinyin : Liú Yīlín, né le 7 janvier 1985) est un coureur cycliste chinois.

## Biographie
En 2008, il termine pour sa deuxième saison pro neuvième du Jelajah Malaysia. En novembre de la même année, il devient champion de Chine sur route.

## Palmarès
- 2008
  -  Champion de Chine sur route

## Classements mondiaux
| Année         | 2008 |
| ------------- | ---- |
| UCI Asia Tour | 176e |